# Marko Elez
Marko Elez (* 1999 nebo 2000) je softwarový inženýr a bývalý vládní zaměstnanec v rámci Úřadu pro efektivitu státní správy (DOGE) Elona Muska. Dostal se pod drobnohled veřejnosti poté, co mu byl v rámci DOGE udělen přístup na úrovni administrátora k citlivým platebním systémům ministerstva financí USA. Nemá žádné předchozí zkušenosti ve státní správě ani ve financích.

## Vzdělání a kariéra
Marko Elez absolvoval na Rutgers University v New Jersey, kde studoval vývoj softwaru a distribuované systémy. Po ukončení studia v roce 2021 pracoval ve společnosti SpaceX, kde se zabýval telemetrií vozidel, softwarem pro Starship a satelitními systémy. Později nastoupil do společnosti X (dříve Twitter), kde se zaměřil na umělou inteligenci a vývoj softwaru. Jeho pracovní zkušenosti před nástupem do DOGE byly výhradně ve společnostech Elona Muska.

### Úřad pro efektivitu státní správy (DOGE)
Úřad pro efektivitu státní správy (DOGE) (Department of Government Efficiency) zřídil Trump exekutivním příkazem 20. ledna 2025. Jeho cílem je maximální zvýšení efektivity a produktivity státní správy.
Marko Elez jako zaměstnanec v DOGE získal administrátorský přístup k systému Payment Automation Manager a Secure Payment System na Úřadu pro fiskální politiku (BFS). Jeho oprávnění mu umožňovala upravovat důležitou finanční infrastrukturu, a to navzdory obavám úředníků ministerstva financí a zákonodárců. Počátkem února 2025 navštívil Elez zařízení ministerstva financí v Kansas City, kde se setkal s pracovníky BFS a získal hlubší vhled do federálního systému zpracování plateb.  Dne 5. února byl jeho přístup do systémů ministerstva financí omezen.
Představitelé ministerstva financí a tři velké odborové svazy federálních zaměstnanců zpochybnili legálnost Elezova přístupu a podali žalobu na ministra financí Scotta Bessenta za údajné porušení federálních zákonů tím, že poskytl DOGE neomezenou kontrolu nad finančními údaji. Vznikly obavy, že vliv DOGE by mohl umožnit politicky motivovaná finanční rozhodnutí.

### Odchod z DOGE
Dne 6. února 2025 Marko Elez z DOGE odešel, podle deníku Wall Street Journal „poté, co byl spojen se smazaným účtem na sociálních sítích, který obhajoval rasismus a eugeniku“. Tweet z června 2024 z tohoto účtu obsahoval například následující slova: „Vůbec by mi nevadilo, kdyby byly Gaza i Izrael vymazány z povrchu zemského.“ Nebo tweet z července 2024: „Jen tak mimochodem, byl jsem rasista dřív, než to bylo cool“. V září 2024, než byl účet smazán, napsal na Twitter: „Nemohli byste mi zaplatit, abych se oženil s někým mimo můj etnický původ“.
Následující den Elon Musk vyhlásil mezi uživateli sociální sítě X anketu, zda by měl být Elez znovu přijat. Anketa během jednoho dne vyzněla ve prospěch Eleze v poměru 78 % pro a 22 % proti. J. D. Vance vyzval k znovupřijetí Eleze.